# Androniscus carli
Androniscus carli är en kräftdjursart som beskrevs av Hans Strouhal 1929. Androniscus carli ingår i släktet Androniscus och familjen Trichoniscidae. Inga underarter finns listade i Catalogue of Life.